# 物價穩定
物價穩定是貨幣政策和財政政策的目標，旨在支持經濟活動的可持續發展。政策設定為維持極低的通貨膨脹率或通貨緊縮率。例如，歐洲中央銀行將物價政策描述為歐元區消費者物價調和指數（英語：Harmonised Index of Consumer Prices，縮寫作HICP）同比增長低於 2%。然而，歐洲央行通過提及“HICP 增幅低於 2%”明確表示，不僅通脹持續高於 2%，通貨緊縮（即物價總水平持續下降）也不符合物價穩定的目標。
物價穩定是指經濟中生產或消費的預算集物價指數的穩定性。如果價格水平在特定時間間隔內沒有變化或幾乎沒有變化，則可以實現這一點。當前價格水平與前一時期的價格水平進行比較。物價水平穩定是重要的經濟政策目標。《德意志聯邦共和國基本法》（第88條）將其規定為目標。
在美國，《聯邦儲備法》（1977年修訂）指示聯邦準備系統奉行促進“最大就業、穩定物價和適度長期利率”的政策。 聯邦準備系統很久以前就確定，滿足這些要求的最佳方式是將通脹率目標定在 2% 左右；2011年，它正式將個人消費支出物價指數每年增長2%作為目標。 自1990年代中期以來，聯邦準備系統對通脹趨勢的衡量平均為1.7%，僅比聯邦公開市場委員會之2% 整體 PCE 通脹目標低0.3%。以核心個人消費支出 (英語：personal consumption expenditures，PCE) 物價指數衡量的趨勢通貨膨脹率—即不包括食品和能源—在過去 20 年中波動在 1.2% 至 2.3% 之間。
正如里士滿聯邦儲備銀行行長Jeffrey Lacker所解釋，在管理通貨膨脹率或通貨緊縮率時，信息和預期起著重要作用：“如果人們預期通貨膨脹會侵蝕貨幣的未來價值，他們將在當前理性地放置一個較低的價值在貨幣上。這一原則同樣適用於公司的價格設定行為。如果一家公司預計來年物價總水平將上漲 3%，它將考慮成本的預期增長和替代品的價格，當在當前設定價格時”。